# Gran Premio d'Austria 1973

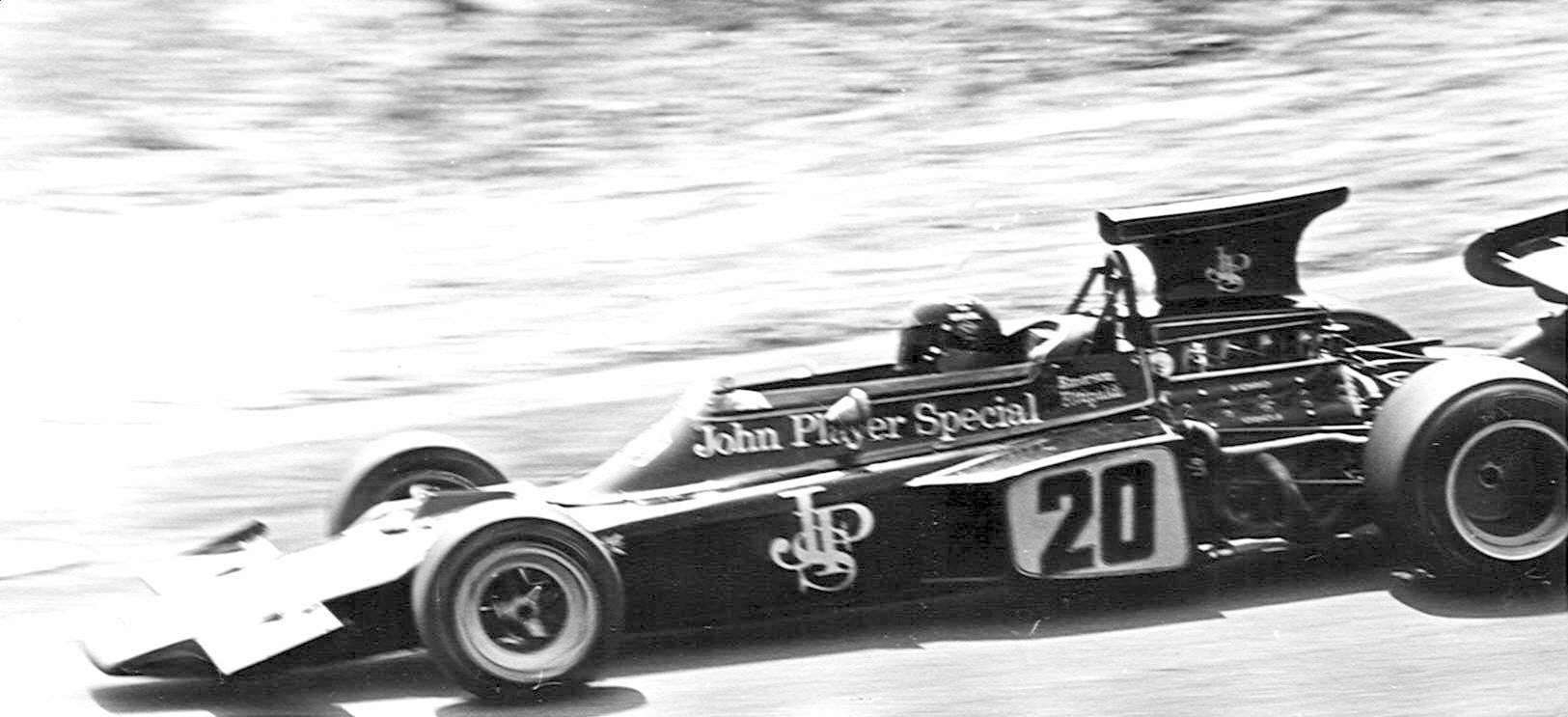
Emerson Fittipaldi parte dalla pole position con la Lotus, ma è costretto al ritiro durante la gara.

Il Gran Premio d'Austria 1973, XI Memphis Großer Preis von Österreich,  e dodicesima gara del campionato di Formula 1 del 1973, si è svolto il 19 agosto sul circuito del Österreichring ed è stato vinto da Ronnie Peterson su Lotus-Ford Cosworth.
Rientra dopo due gare di assenza la Ferrari con Arturo Merzario al volante.

## Qualifiche
| Pos | No | Pilota               | Costruttore       | Squadra                        | Tempo   | Gap   |
| --- | -- | -------------------- | ----------------- | ------------------------------ | ------- | ----- |
| 1   | 1  | Emerson Fittipaldi   | Lotus-Ford        | John Player Team Lotus         | 1:34.98 |       |
| 2   | 2  | Ronnie Peterson      | Lotus-Ford        | John Player Team Lotus         | 1:35.37 | +0.39 |
| 3   | 7  | Denny Hulme          | McLaren-Ford      | Yardley Team McLaren           | 1:35.69 | +0.71 |
| 4   | 8  | Peter Revson         | McLaren-Ford      | Yardley Team McLaren           | 1:35.86 | +0.88 |
| 5   | 10 | Carlos Reutemann     | Brabham-Ford      | Motor Racing Developments Ltd  | 1:36.01 | +1.03 |
| 6   | 4  | Arturo Merzario      | Ferrari           | Scuderia Ferrari SpA SEFAC     | 1:36.42 | +1.44 |
| 7   | 5  | Jackie Stewart       | Tyrrell-Ford      | Elf Team Tyrrell               | 1:36.44 | +1.46 |
| 8   | 24 | Carlos Pace          | Surtees-Ford      | Brooke Bond Oxo Team Surtees   | 1:36.48 | +1.50 |
| 9   | 27 | James Hunt           | March-Ford        | Hesketh Racing                 | 1:36.63 | +1.65 |
| 10  | 6  | François Cevert      | Tyrrell-Ford      | Elf Team Tyrrell               | 1:36.77 | +1.79 |
| 11  | 15 | Mike Beuttler        | March-Ford        | Clarke-Mordaunt-Guthrie Racing | 1:36.83 | +1.85 |
| 12  | 18 | Jean-Pierre Jarier   | March-Ford        | STP March Racing Team          | 1:36.93 | +1.95 |
| 13  | 20 | Jean-Pierre Beltoise | BRM               | Marlboro BRM                   | 1:37.46 | +2.48 |
| 14  | 19 | Clay Regazzoni       | BRM               | Marlboro BRM                   | 1:37.52 | +2.54 |
| 15  | 23 | Mike Hailwood        | Surtees-Ford      | Brooke Bond Oxo Team Surtees   | 1:37.60 | +2.62 |
| 16  | 11 | Wilson Fittipaldi    | Brabham-Ford      | Motor Racing Developments Ltd  | 1:37.81 | +2.83 |
| 17  | 9  | Rolf Stommelen       | Brabham-Ford      | Ceramica Pagnossin Team MRD    | 1:37.85 | +2.87 |
| 18  | 17 | Jackie Oliver        | Shadow-Ford       | UOP Shadow Racing Team         | 1:37.97 | +2.99 |
| 19  | 28 | Rikky von Opel       | Ensign-Ford       | Team Ensign                    | 1:38.22 | +3.24 |
| 20  | 16 | George Follmer       | Shadow-Ford       | UOP Shadow Racing Team         | 1:38.30 | +3.32 |
| 21  | 25 | Howden Ganley        | Iso Marlboro-Ford | Frank Williams Racing Cars     | 1:39.38 | +4.40 |
| 22  | 12 | Graham Hill          | Shadow-Ford       | Embassy Hill                   | 1:39.50 | +4.52 |
| 23  | 22 | Chris Amon           | Tecno             | Martini Racing                 | 1:40.39 | +5.41 |
| 24  | 26 | Gijs Van Lennep      | Iso Marlboro-Ford | Frank Williams Racing Cars     | 1:41.04 | +6.06 |
| 25  | 21 | Niki Lauda           | BRM               | Marlboro BRM                   | -       | -     |

## Gara
| Pos | No | Pilota               | Costruttore       | Giri | Tempo/Ritiro     | Pos. Griglia | Punti |
| --- | -- | -------------------- | ----------------- | ---- | ---------------- | ------------ | ----- |
| 1   | 2  | Ronnie Peterson      | Lotus-Ford        | 54   | 1:28:49.2        | 2            | 9     |
| 2   | 5  | Jackie Stewart       | Tyrrell-Ford      | 54   | + 9.01           | 7            | 6     |
| 3   | 24 | Carlos Pace          | Surtees-Ford      | 54   | + 46.64          | 8            | 4     |
| 4   | 10 | Carlos Reutemann     | Brabham-Ford      | 54   | + 47.91          | 5            | 3     |
| 5   | 20 | Jean-Pierre Beltoise | BRM               | 54   | + 1:21.30        | 13           | 2     |
| 6   | 19 | Clay Regazzoni       | BRM               | 54   | + 1:38.40        | 14           | 1     |
| 7   | 4  | Arturo Merzario      | Ferrari           | 53   | +1 Giro          | 6            |       |
| 8   | 7  | Denny Hulme          | McLaren-Ford      | 53   | +1 Giro          | 3            |       |
| 9   | 26 | Gijs Van Lennep      | Iso Marlboro-Ford | 52   | +2 Giri          | 24           |       |
| 10  | 23 | Mike Hailwood        | Surtees-Ford      | 49   | +5 Giri          | 15           |       |
| Ret | 1  | Emerson Fittipaldi   | Lotus-Ford        | 48   | Alimentazione    | 1            |       |
| NC  | 25 | Howden Ganley        | Iso Marlboro-Ford | 44   | Non Classificato | 21           |       |
| Ret | 18 | Jean-Pierre Jarier   | March-Ford        | 37   | Motore           | 12           |       |
| Ret | 28 | Rikky von Opel       | Ensign-Ford       | 34   | Alimentazione    | 19           |       |
| Ret | 11 | Wilson Fittipaldi    | Brabham-Ford      | 31   | Alimentazione    | 16           |       |
| Ret | 12 | Graham Hill          | Shadow-Ford       | 28   | Sospensione      | 22           |       |
| Ret | 16 | George Follmer       | Shadow-Ford       | 23   | Differenziale    | 20           |       |
| Ret | 9  | Rolf Stommelen       | Brabham-Ford      | 21   | Ruota            | 17           |       |
| Ret | 17 | Jackie Oliver        | Shadow-Ford       | 9    | Alimentazione    | 18           |       |
| Ret | 6  | François Cevert      | Tyrrell-Ford      | 6    | Sospensione      | 10           |       |
| Ret | 27 | James Hunt           | March-Ford        | 3    | Iniezione        | 9            |       |
| Ret | 8  | Peter Revson         | McLaren-Ford      | 0    | Frizione         | 4            |       |
| Ret | 15 | Mike Beuttler        | March-Ford        | 0    | Collisione       | 11           |       |
| DNS | 22 | Chris Amon           | Tecno             | 0    | Non partito      | 23           |       |
| DNS | 21 | Niki Lauda           | BRM               | 0    | Non partito      | 25           |       |

## Statistiche
Piloti
- 2ª vittoria per Ronnie Peterson
- 1° podio per Carlos Pace
- 43º e ultimo podio per Jackie Stewart

Costruttori
- 52° vittoria per la Lotus
- 2º e ultimo podio per la Surtees
- 3º e ultimo giro più veloce per la Surtees
- Ultimo Gran Premio per la Tecno

Motori
- 63ª vittoria per il motore Ford Cosworth

Giri al comando
- Ronnie Peterson (1-16, 49-54)
- Emerson Fittipaldi (17-48)

## Classifiche

### Piloti
| Pos. | Pilota               | Punti |
| ---- | -------------------- | ----- |
| 1    | Jackie Stewart       | 66    |
| 2    | François Cevert      | 45    |
| 3    | Emerson Fittipaldi   | 42    |
| 4    | Ronnie Peterson      | 34    |
| 5    | Peter Revson         | 23    |
| 6    | Denny Hulme          | 23    |
| 7    | Jacky Ickx           | 12    |
| 8    | Carlos Reutemann     | 11    |
| 9    | James Hunt           | 8     |
| 10   | Carlos Pace          | 7     |
| 11   | Arturo Merzario      | 6     |
| 12   | Jean-Pierre Beltoise | 6     |
| 13   | George Follmer       | 5     |
| 14   | Andrea De Adamich    | 3     |
| 15   | Wilson Fittipaldi    | 3     |
| 16   | Niki Lauda           | 2     |
| 17   | Clay Regazzoni       | 2     |
| 18   | Chris Amon           | 1     |
| 19   | Gijs van Lennep      | 1     |

### Costruttori
| Pos. | Team              | Punti |
| ---- | ----------------- | ----- |
| 1    | Tyrrell-Ford      | 77    |
| 2    | Lotus-Ford        | 68    |
| 3    | McLaren-Ford      | 42    |
| 4    | Brabham-Ford      | 17    |
| 5    | Ferrari           | 12    |
| 6    | BRM               | 9     |
| 7    | March-Ford        | 8     |
| 8    | Surtees-Ford      | 7     |
| 9    | Shadow-Ford       | 5     |
| 10   | Tecno             | 1     |
| 11   | Iso Marlboro-Ford | 1     |